# 西武安比奈線
安比奈線（あひなせん）は、埼玉県川越市の南大塚駅から安比奈駅を結んでいた西武鉄道の貨物線である。
1963年より50年以上の長期間にわたり休止となっていたが、2017年5月31日に正式に廃止となった。
当路線が延びていた入間川の対岸には安比奈新田（あいなしんでん）という地名があるが、安比奈線の安比奈の読みは「あひな」である。

## 歴史
入間川で採取した砂利の運搬を目的として1925年（大正14年）2月15日に開業した。当初は砂利線と称されていた。関東大震災の復興砂利の需要減や採取規制強化により、1963年以降、休止扱いとなっていた（「砂利鉄道#歴史」も参照）
1987年、西武新宿線の旅客増に対応するため上石神井駅 - 西武新宿駅間を複々線とする計画が発表され（「西武新宿線#複々線計画」参照）、それに伴う車両の増備のために安比奈駅に新しい車両基地を作る計画が浮上した。川越市と狭山市では仁杉巌社長（当時）が出席し地元説明会も開催された。当路線の旅客線・通勤線化という話まで出ていたが、少子高齢化などの影響で需要予測が下方修正されたため、この計画は1995年（平成7年）に無期延期され、後に正式に中止となった。
計画が無期延期となったのちも、川越市では2006年に策定した第三次川越市総合計画実施計画において、安比奈線の旅客線化及び新駅の設置を促進する施策を盛り込んでいた。その後更新された際にもこの施策は残されており、2015年に更新された際にも引き続きこの施策の記述が残っている。
しかし、西武鉄道では2016年2月10日に安比奈車両基地の整備計画の廃止を発表し、関連して減損損失126億4000万円を2015年4 - 12月期に特別損失として計上した。廃止決定の理由について西武ホールディングスは「南入曽車両基地の増強などにより、新基地の必要がなくなった」と説明している。これにより用途を失った安比奈線も廃止手続きが進められることとなり、2017年5月31日付で営業廃止された。
この路線の特徴として、休止時点の1963年時点の踏切は、国道16号と交差する部分の1か所のみが踏切警報機や遮断機が設置されている第1種踏切であった以外は、すべて踏切警報機や遮断機が設置されていない第4種踏切であった。このため、国土交通省の路線別の統計資料では2017年の廃止までの間、西武鉄道でも第4種踏切の設置数が記録されていた。なお、この国道上の第1種踏切は、1990年代まで踏切警報機や動作反応灯が残されており、動作反応灯は休止当時のX字型の物であった。

### 年表
- 1925年2月15日 - 開業[1]。
- 1949年2月 - 電化[2]。
- 1963年 - 休止[2]。
- 2017年5月31日 - 廃止[3]。

## 線路の状況と活用
休止後も、線路や架線柱などはそのまま残された状態だったが、ほとんど整備はされておらず、即座に運行再開できる状態ではなかった。長い年月の経過で枕木は朽ち果て、国道16号の横断など踏切はほぼすべてアスファルト舗装で埋められた。1993年に入間川に架橋された八瀬大橋（県道114号）の取り付け道路は、安比奈線のアンダーパスを考慮せず、路線を完全に遮っている。
かつては線路上を歩くこともできる状態であったが、長らく放置され、枕木の腐朽が進んで危険なことから、踏切などから線路に入れないよう柵が取り付けられた。また敷地内への立ち入りを禁止する旨の看板も設置されている。
2006年（平成18年）11月5日、西武鉄道の前身川越鉄道の開業111周年を記念した「小江戸川越鉄道開設111周年記念フェア」の関連イベントとして、「幻の貨物線西武安比奈線を歩く」が開催された。

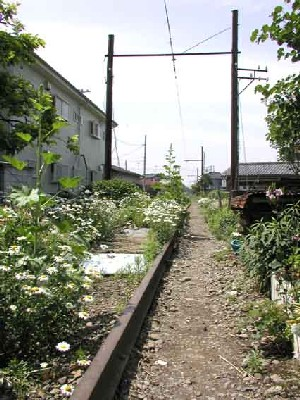
花壇と化した軌道
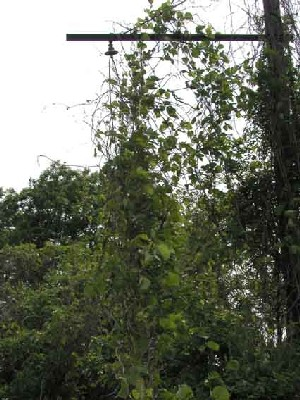
休止の年月を物語る架線柱
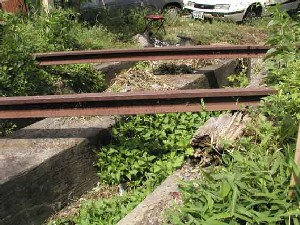
枕木の残る箇所は稀少
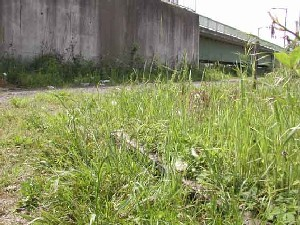
八瀬大橋付近の、道路に分断された線路

川越が主な舞台となった2009年（平成21年）上期のNHKの連続テレビ小説『つばさ』では、オープニングシーンで当路線の一部（池の辺の森 - 池部用水橋梁付近）が映し出されている。写真では枯葉のシーズンの廃線跡が掲載され、劇中でも川越市内を電波調査して回るシーンのほか、つばさ（多部未華子）と昌彦（宅間孝行）が線路脇を歩くシーン、竹雄（中村梅雀）が妻の加乃子（高畑淳子）を乗せたトロッコを押して走り続けたら西武新宿駅まで行ってしまうシーン（実際には線路が分断されているので行くことはできない）、最終回終盤においては当路線にて翔太（小柳友）がつばさの乗ったトロッコを押して走るシーンが見受けられる。
番組放送に合わせ、2009年（平成21年）4月から9月末日までロケ地が遊歩道として開放され、撮影時使用されたトロッコも展示されたほか、放送を記念した見学イベントも開催された。同年12月放送の『つばさ総集編』前に放送されたスピンオフ『好きと言えなくて。青春編』にもトロッコを押して走るシーンが放映された。

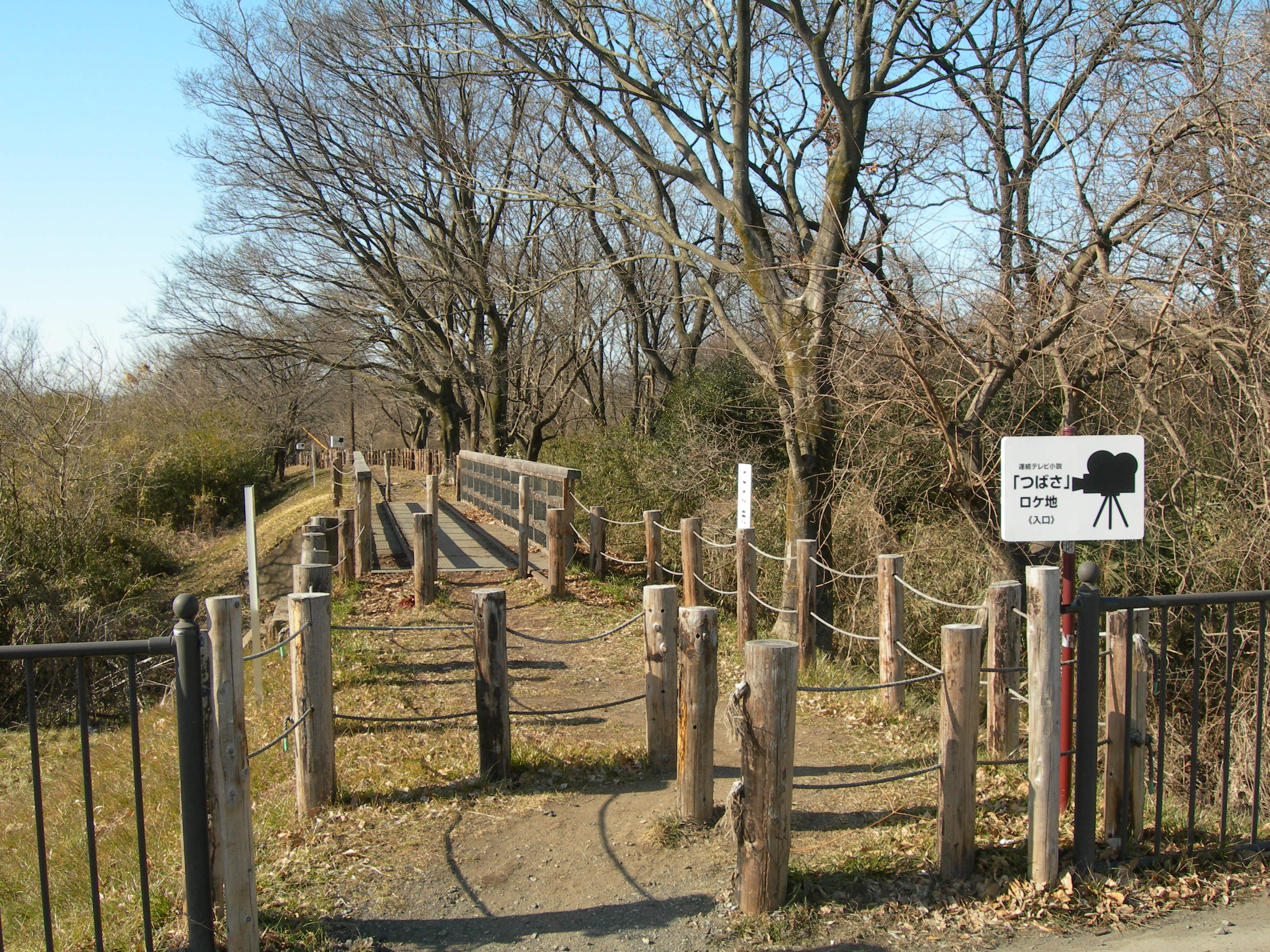
遊歩道入口
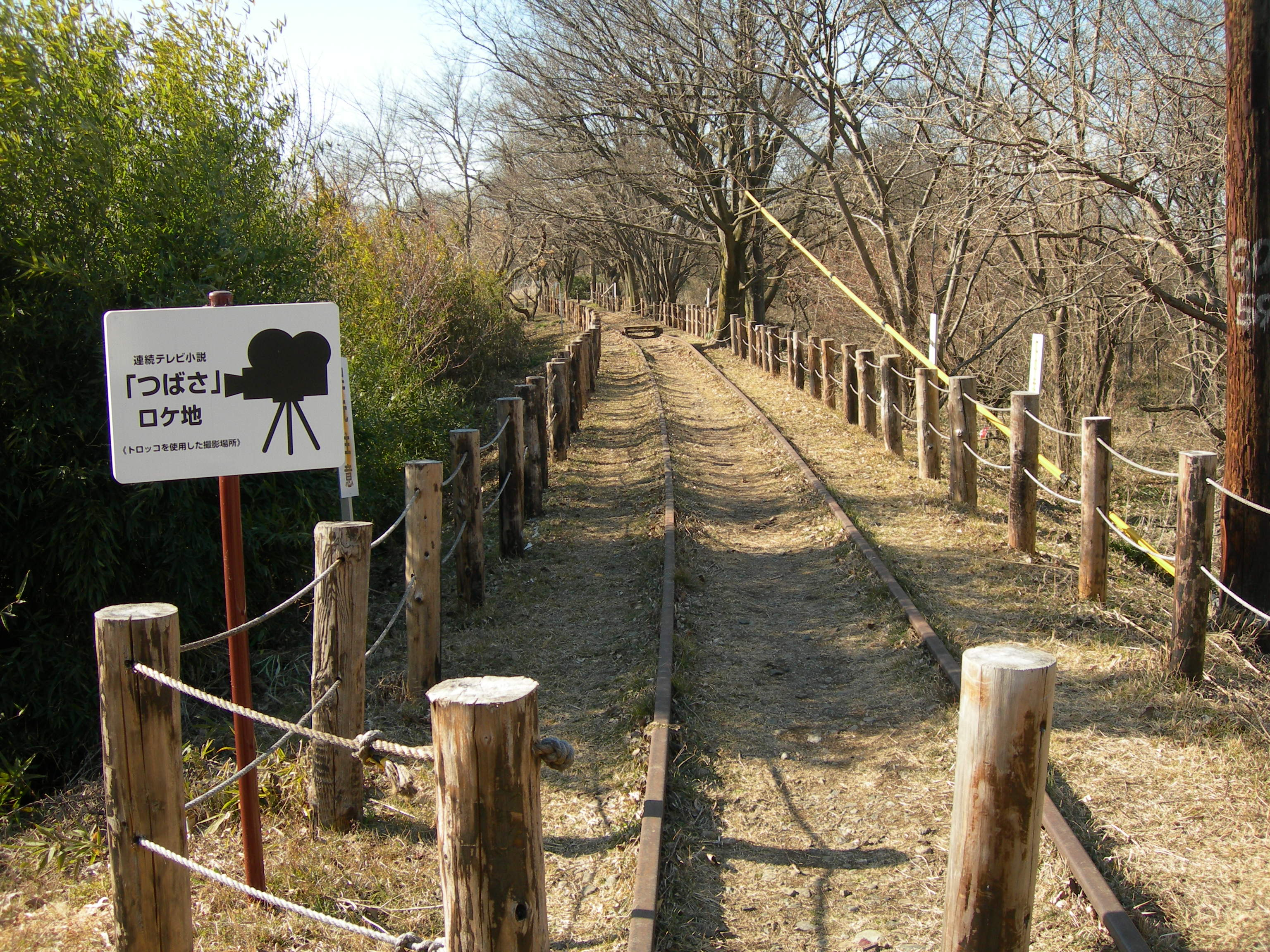
遊歩道
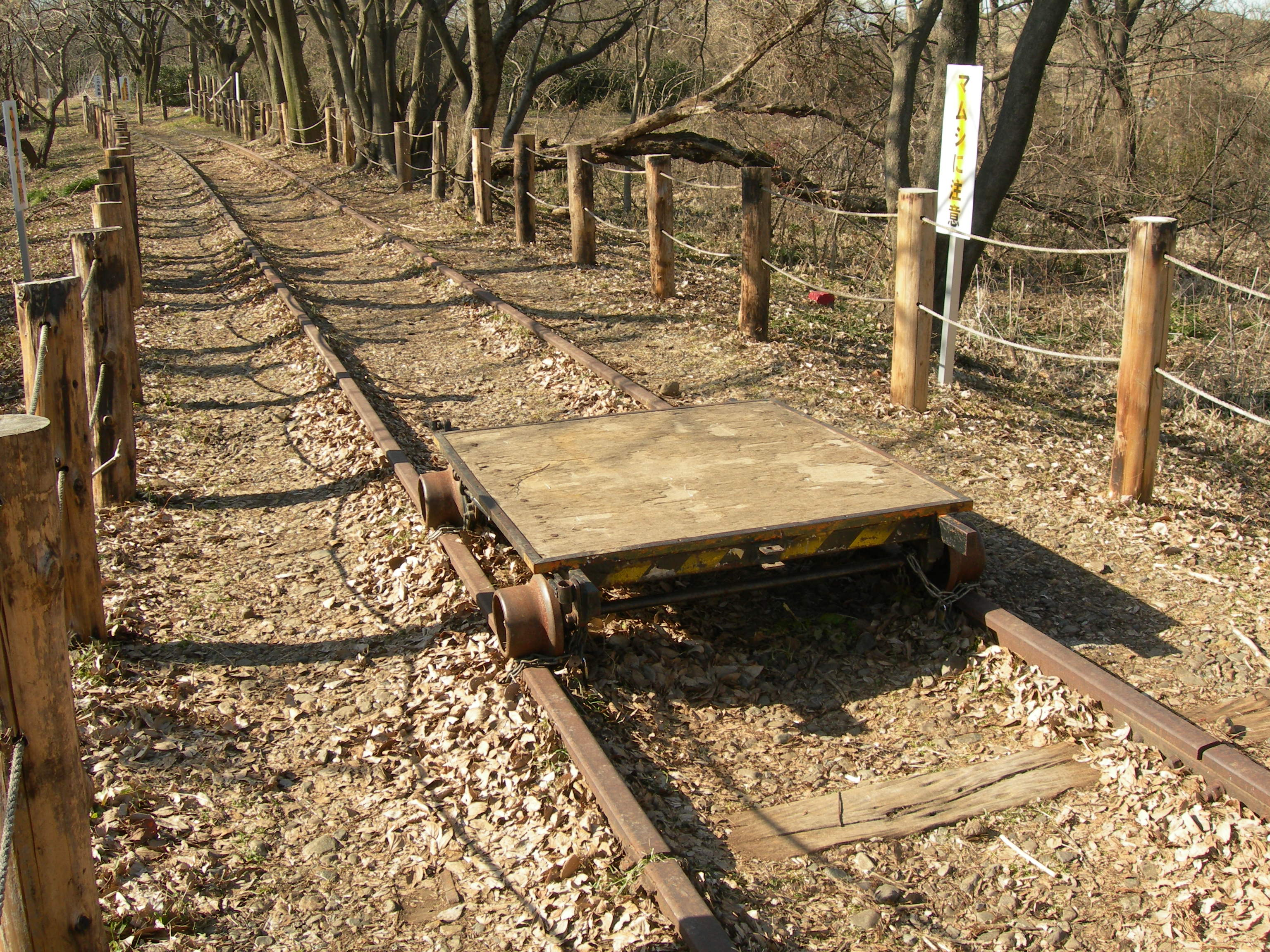
トロッコ

正式廃止後の跡地については川越市や関係機関と今後の活用を協議しているが、現時点で未定となっている。鉄道設備の老朽化が進行しているため、2017年（平成29年）12月16日から2018年（平成30年）3月31日の工期で旧安比奈線設備撤去作業が実施され、架線柱の撤去工事が行われた。その後も作業が続けられているが、レールや枕木、橋桁の撤去は行わないという。

## データ

### 路線データ
- 路線距離：3.2 km
- 軌間：1067 mm
- 駅数：2駅
- 電化区間：全線（直流1500 V）[注釈 1]
- 複線区間：なし（全線単線）
- 閉塞方式：なし（無閉塞運転）

### 駅一覧
- 全駅埼玉県川越市に所在

| 駅名     | 累計キロ | 接続路線         |
| -------- | -------- | ---------------- |
| 南大塚駅 | 0.0      | 西武鉄道：新宿線 |
| 安比奈駅 | 3.2      |                  |